# Циклічний запис (комбінаторика)

Перестановка 8-ми елементів з двома фіксованими елементами та одним циклом на 6 елементів

. 
Циклічний запис (англ. cycle notation) — це угода щодо запису переставки у вигляді циклів, що в ній є. Також називають коловий запис (англ. circular notation), а переставку — колова (циклічна) переставка (англ. cyclic (circular) permutation).

## Визначення

Перестановка 8-ми елементів з двома фіксованими елементами та двома циклами

. 
Для скінченної множини {\displaystyle S} з різними елементами
{\displaystyle a_{1},\ldots ,a_{k},\quad k\geq 2}
Вираз {\displaystyle (a_{1}\ \ldots \ a_{k})} позначає σ чиїми діями є
{\displaystyle a_{1}\mapsto a_{2}\mapsto a_{3}\mapsto \ldots \mapsto a_{k}\mapsto a_{1}.}
Для кожного індексу i,
{\displaystyle \sigma (a_{i})=a_{i+1},}
де {\displaystyle a_{k+1}} означає {\displaystyle a_{1}}.
Існує {\displaystyle k} різних виразів для того самого циклу; всі наступні представляють один цикл:
{\displaystyle (a_{1}\ a_{2}\ a_{3}\ \ldots \ a_{k})=(a_{2}\ a_{3}\ \ldots \ a_{k}\ a_{1})=\cdots =(a_{k}\ a_{1}\ a_{2}\ \ldots \ a_{k-1}).\,}
1-елементний цикл на кшталт (3) — це тотожна переставка. Тотожну переставку також можна записати як порожній цикл, "()".

## Приклад
Приведення переставки із двострокового запису у циклічний запис:
{\displaystyle \sigma ={\begin{pmatrix}1&2&3&4&5&6\\3&5&6&4&2&1\end{pmatrix}}={\begin{pmatrix}1&3&6&2&5&4\\3&6&1&5&2&4\end{pmatrix}}=(136)(25)(4)=(136)(25).}

## Переставка як добуток циклів
Нехай {\displaystyle \pi } буде переставкою в {\displaystyle S}, і нехай
{\displaystyle S_{1},\ldots ,S_{k}\subset S,\quad k\in \mathbb {N} }
будуть орбітами {\displaystyle \pi } з кількістю елементів більшою ніж 1. Розглянемо елемент
{\displaystyle S_{j}}, {\displaystyle j=1,\ldots ,k}, нехай {\displaystyle n_{j}} позначає потужність {\displaystyle S_{j}},{\displaystyle |S_{j}|} ={\displaystyle n_{j}}. Також, виберемо {\displaystyle a_{1,j}\in S_{j}}, і визначимо
{\displaystyle a_{i+1,j}=\pi (a_{i,j}),\quad i\in \mathbb {N} .\,}
Тепер ми можемо виразити {\displaystyle \pi } як добуток неперетинних циклів, as a product of disjoint cycles, а саме
{\displaystyle \pi =(a_{1,1}\ \ldots a_{n_{1},1})(a_{1,2}\ \ldots \ a_{n_{2},2})\ldots (a_{1,k}\ \ldots \ a_{n_{k},k}).\,}
Зауважимо, що звична домовленість в циклічному записі визначає множення зліва направо (на відміну від композиції функцій, яка зазвичай виконується справа наліво).  Наприклад, добуток {\displaystyle (1\ 2)(2\ 3)} дорівнює {\displaystyle (1\ 3\ 2)}, але ні {\displaystyle (1\ 2\ 3)}.

## Класи спряженості
Використаємо 24-елементну симетричну групу на {\displaystyle \{1,2,3,4\}} виражену через використання циклічного запису, і груповану відповідно до класів спряженості:
{\displaystyle ()\,}
{\displaystyle (12),\;(13),\;(14),\;(23),\;(24),\;(34)} (транспозиції)
{\displaystyle (123),\;(132),\;(124),\;(142),\;(134),\;(143),\;(234),\;(243)}
{\displaystyle (12)(34),\;(13)(24),\;(14)(23)}
{\displaystyle (1234),\;(1243),\;(1324),\;(1342),\;(1423),\;(1432)}